# Ugerevyen Danmark 21-22-23-24
|  | Denne artikel er oprettet af botten Steenthbot ud fra en ekstern database. Den kan derfor have sproglige fejl eller mangler. Denne skabelon kan fjernes efter kontrol af indholdet. |

Ugerevyen Danmark 21-22-23-24 er en dansk dokumentarisk optagelse fra 1918.

## Handling
1) Fugleliv på Søerne i København. 2) Efter tagbranden på Fælledvej 9. januar 1918. 3) Sketch: Før, et ret dagligdags syn. Nu en sjældenhed. Mand spiller fuld foran butik. 4) Kælkebakkerne i Dyrehaven 6. januar 1918: Ingen sne, bedre held næste søndag. 5) Havari. En skonnert, der har fået stormskade i Østersøen, ligger i Københavns havn. 6) Københavnske skolebørn holder fridag på isen i Frederiksberg Have. 7) Skøjteløb på Peblingesøen 13. januar 1918. Nordmanden Arne Drolsum giver opvisning i kunstskøjteløb og spring. 8) Høstarbejde på landet. Korn og høhøst. Piger og karle i marken. (Klippet stammer ikke fra ugerevyerne). 9) På vej gennem Dyrehaven i hestetrukket kane og sparkstøtting. Kælkning på kælkebakken i Ulvedalene og skøjteløb på Kildesøen. 10) Udsigt over København og Københavns rådhusplads set fra Vægtergangen på rådhuset. Dagmar-teatret ses i baggrunden. 11) Bandyspil på Peblingesøen 20. januar 1918. 12) Skibet "Fiona" losser the og ris. 13) Moderne dans. Seks elegante par danser hesitation vals og two step. 14) Firbenede ambulancesoldater: Opvisning på Rosenborg Eksercerplads af et frivilligt korps med sanitetshunde som Røde Kors hjælpere. 15) AIKs terrænsportsløb ved Kastrup 27. januar 1918.